# آلتدورف نزدیک نورنبرگ
آلتدورف بای نورنبرگ (Altdorf bei Nürnberg) شهری است در ایالت بایرن آلمان.